# عارفين محمد
عارفين محمد (22 يونيو 1941 - 22 أبريل 2016)، المعروف باسم آية بين (الأب بين)، زعيم طائفة ماليزية ومؤسس ديانة مملكة السماء (الملايوية: Kerajaan Langit) كانت حركته تمتلك بلدية مقرها في بسوت، ترينجانو، والتي هدمتها الحكومة الماليزية في أغسطس 2005. ادعى أنه كان على اتصال مباشر بالسماوات وكان يعتقد أتباعه أنه إعادة تجسيد ليسوع، وبوذا، وشيفا، والنبي محمد. يعتقد أتباع مملكة السماء أن آية بين سوف يعود يومًا ما باعتباره المهدي. بالإضافة إلى ذلك، كان يُعتبر ملك السماء، والهدف الأسمى للعبادة في جميع الأديان.

## ديانته
في عام 1953، أصيب آيا بين بمرض خطير وزعم أن ملاك زارته. يٌعتقد أنه كان تلميذُا لشخص اسمه حسن، وأخذ عنه أفكاره.
بعد وفاة حسن، قام آية بين وزوجاته الأربع بتطوير تعاليم مملكة السماء. وتمكن من جمع العديد من الأتباع. مملكة السماء لا تؤمن بيوم القيامة.
في منتصف ثمانينيات القرن العشرين تقريبًا، تأسست بلدية سكاي كينجدوم في بسوت. وتشير بعض التقارير إلى أن مكتب الشؤون الإسلامية أعلن أنها مجموعة منحرفة. في عام 1995، بدأت مشاريع البناء المميزة لمملكة السماء، وفقًا للوحي الإلهي. بعد ذلك بعامين، أصدر مجلس الشؤون الدينية المحلي في تيرينجانو فتوى ضد الجماعة. في هذه الأثناء، قُبض على أربعة من أتباع هذه الطائفة بسبب ارتدادهم عن الإسلام، ولكن أُطلق سراحهم فيما بعد على أساس أن محكمة الشريعة في ماليزيا لم تعد تتمتع بالسلطة القضائية عليهم باعتبارهم مسلمين سابقين.
في عام 2001، أعلن آية بين خروجه عن الإسلام. اتهمته المحكمة الشرعية بمخالفة المادة 25 من قانون إدارة الشؤون الدينية الإسلامية، قائلة إن تعاليمه ومعتقداته كاذبة ومنحرفة ومفسدة وتهدد السلم العام، واعترف بأنه مذنب بتهمة "إهانة الإسلام"، وحُكم عليه بالسجن لمدة 11 شهرًا وغرامة قدرها 2900 رينغيت ماليزي. أعرب مكتب الشؤون الدينية عن أمله في أن يؤدي اعتقال آية بين إلى منع نمو مملكة السماء. ومع ذلك، استمرت الحركة في جذب أتباع جدد، معظمهم من طلاب الجامعات وسكان أورانغ أصلي.
في 18 يوليو 2005، قامت مجموعة من الحراس الملثمين بتخريب مقر مملكة السماء، وحطموا النوافذ وأحرقوا المباني. وبعد يومين، قُبض على 58 من أتباعه، وفي 31 يوليو، قُبض أيضًا على ثلاث من زوجات آية بين الأربع في كلنتن. تمكن آية بين من الهروب من الاعتقال وأصبحت مطلوب من قبل السلطات الماليزية.
اعتبارًا من عام 2007، انخفض أعضاء الطائفة إلى عشرات من الأفراد أو أقل. ومن المعتقد أن آية بين كان يقيم في المنفى في ناراثيوات، تايلاند، منذ عام 2009 فصاعدا حتى وفاته.

## وفاته
في 22 أبريل 2016، توفي آية بين في منزل زوجته الثالثة، تشي جاهارا أوانغ، لأسباب طبيعية. وكان عمره 74 عاما. قبل وفاته، ترددت أنباء عن أنه كان يعاني من أمراض مختلفة منذ فراره من السلطات في عام 2005. ودفن رفاته في مقبرة باتو 13، هولو بيسوت، كوالا تيرينجانو.